# 1946 у кіно

## Події
- Вперше був проведений Міжнародний кінофестиваль у Локарно.
- 20 вересня-5 жовтня — 1-й міжнародний Каннський кінофестиваль.

## Фільми

### Світове кіно
- Великий сон /  США, (реж. Говард Гокс).
- Заборонені пісеньки /  Польща, (реж. Леонард Бучковський) — перший польський повнометражний повоєнний фільм.
- Красуня і чудовисько /  Франція, (реж. Жан Кокто).
- Убивці серед нас /  Німеччина, (реж. Вольфганг Штаудте) — перший німецький післявоєнний фільм.

## Персоналії

### Народилися
- 1 січня — Мілена Канонеро, італійська художниця кіно, чотириразова лауреатка премії «Оскар».
- 5 січня — Болтнєв Андрій Миколайович, радянський і російський актор театру і кіно.
- 8 січня — Арніс Ліцитіс, радянський і латвійський актор театру і кіно.
- 11 січня — Пархоменко Олександр Сергійович, радянський і український кіноактор.
- 15 січня — Олександр Яковлєв, радянський і російський актор театру і кіно.
- 18 січня — Федорова Вікторія Яківна, радянська і американська акторка, письменниця, сценаристка.
- 20 січня — Девід Лінч, американський кінорежисер, музикант, художник і актор.
- 23 січня — Кишко Георгій Іванович, радянський і український актор театру та кіно.
- 25 січня — Анджей Северин, польський театральний і кіноактор, кінорежисер.
- 5 лютого:
  - Шарлотта Ремплінг, англійська акторка, модель та співачка.
  - Іллічов Віктор Григорович, радянський та російський актор театру і кіно.
- 17 лютого — Андре Дюссольє, французький кіноактор.
- 20 лютого — Невідничий Микола Юхимович, артист української естради та кіно, гуморист.
- 24 лютого — Майкл Редфорд, британський актор, кінорежисер і продюсер.
- 6 березня — Талашко Володимир Дмитрович, український актор та режисер.
- 10 березня — Володимир Гостюхін, радянський і російський актор театру і кіно, заслужений артист РРФСР.
- 13 квітня — Яновський Леонід Федорович, радянський, український актор.
- 21 квітня — Халецький Олександр Семенович, американський письменник, художник, автор-виконавець, актор кіно.
- 22 квітня — Ніколь Гарсія, французька акторка, кінорежисерка та сценаристка.
- 13 травня — Логійко Людмила Миколаївна, українська акторка театру, кіно та дубляжу.
- 21 травня — Досталь Микола Миколайович, радянський і російський кінорежисер, сценарист і актор.
- 10 червня — Омельчук Аліція Віталіївна, українська акторка театру та кіно.
- 13 червня — Старигін Ігор Володимирович, радянський та російський актор театру та кіно.
- 22 червня — Пол Шредер, американський кінорежисер, сценарист.
- 27 червня — Морозов Семен Михайлович, радянський, російський актор, режисер.
- 28 червня — Фіалко Олег Борисович, радянський і український кінорежисер, сценарист.
- 6 липня — Сільвестер Сталлоне, американський актор, кінорежисер, продюсер і сценарист.
- 7 липня — Панков Володимир Михайлович, радянський і український кінооператор.
- 10 липня — Сью Лайон, американська акторка кіно та телебачення.
- 22 липня — Пол Шредер, американський кінорежисер і сценарист.
- 23 липня — Кайдановський Олександр Леонідович, радянський і російський актор, кінорежисер, сценарист, педагог.
- 28 липня — Григорович Оксана Євгенівна, радянська, українська кіноакторка та режисерка.
- 3 серпня — Микола Бурляєв, російський актор і режисер.
- 25 вересня — Маляревич Віктор Григорович, радянський і український кіноактор.
- 15 жовтня — Джон Гетц, американський актор.
- 17 жовтня — Петров Володимир Сергійович, радянський, український і російський актор, режисер.
- 1 листопада — Едуард Щербаков, український режисер-оператор.
- 4 листопада — Карельських Євген Костянтинович, радянський і російський актор театру і кіно.
- 6 листопада — Васильєв Анатолій Олександрович, радянський і російський актор театру і кіно.
- 21 листопада — Ендрю Девіс, американський кінорежисер.
- 26 листопада — Марк Лестер, американський режисер, продюсер та сценарист.
- 27 листопада — Маслова Ніна Костянтинівна, радянська і російська кіноакторка.
- 8 грудня — Мілютін Олександр Миколайович, радянський і український актор.
- 11 грудня — Груздєв Віктор Сергійович, радянський і український звукооператор.
- 18 грудня — Стівен Спілберг.
- 22 грудня — Володимир Богін, радянський і російський актор театру і кіно, лауреат Державної премії СРСР, народний артист Росії.
- 24 грудня — Філатов Леонід Олексійович, російський актор, режисер, письменник і телеведучий.

### Померли
- 5 лютого — Джордж Арлісс, британський актор, сценарист, режисер та драматург.
- 8 лютого — Майлз Мендер, англійський актор, режисер, сценарист і письменник.
- 16 лютого — Іван Москвін, російський радянський актор, народний артист СРСР.
- 2 квітня — Кейт Брюс, американська акторка епохи німого кіно.
- 14 квітня — Жюльєн Джозефсон, американський сценарист.
- 2 липня — Мері Олден, американська акторка німого кіно і театру.
- 7 серпня — Фердинанд Маріан, австрійський актор (нар. 1902).
- 10 серпня — Леон Гомон, французький підприємець, кінопродюсер, один з основоположників світового кінематографа.
- 20 вересня — Ремю, видатний французький театральний та кіноактор.
- 25 вересня — Генріх Ґеорге, німецький актор театру і кіно, театральний режисер.
- 31 жовтня — Габріель Габріо, французький актор театру і кіно.